# Атлас-Эйбл
Атлас-Эйбл (англ. Atlas Able) — американская ракета-носитель семейства Атлас. Использовалась для запуска зондов серии Пионер к Луне. Ни один из четырёх запусков не был успешным.

## История

### Ранняя лунная программа США
В первые годы космической гонки, до создания НАСА, в США свои космические программы были у каждого из военных ведомств: ВВС, армии и флота, в феврале 1958 года к ним прибавилось Агентство перспективных исследовательских проектов (ARPA). ВВС, для придания большего веса своей программе сделали её более амбициозной — планировалось не только выйти на орбиту Земли, но и достичь Луны. Для этого предполагалось поставить две верхние ступени ракеты ракеты «Авангард» — «Эйбл» и «Альтаир» — на баллистическую ракету Тор, так как они уже эксплуатировались, а главное, их производство в достаточном количестве уже было налажено. Этот план получил название «Эйбл» по названию второй ступени. 27 марта 1958 года президент Дуайт Эйзенхауэр одобрил план «Мона» под покровительством ARPA, в который входил запуск нескольких зондов Пионер ракетами Тор-Эйбл, а также двух малых зондов совместного проекта американской армии и Лаборатории реактивного движения.

### Тор-Эйбл
Атлас-Эйбл являлась продолжением проекта Тор-Эйбл по запуску зондов серии Пионер к Луне. 29 июля 1958 года было образовано НАСА. Новому агентству была передана программа ВВС по запуску зондов серии Пионер к Луне при помощи ракет Тор-Эйбл. Однако все три пуска были неудачными — помимо низкой надёжности ракете не хватало мощности для выхода на траекторию к Луне. Очень быстро специалисты НАСА пришли к решению вместо баллистической ракеты Тор использовать в качестве первой ступени более мощную ракету Атлас. Для этого были дополнительно изготовлены шесть ступеней «Эйбл» сверх тех, что ставились на ракеты Тор.

### Атлас-Эйбл
Выполнение проекта «Мона» и запуск ракет Атлас-Эйбл постоянно задерживались по причине нехватки ракет Атлас. Приоритетом для направления ракет Атлас-D являлись боевое дежурство и проект «Меркурий» по запуску человека в космос. Также заняты были две стартовые площадки на мысе Канаверал, с которых могли запускаться Атласы — LC-12 и LC-14. В январе 1959 года Советский Союз успешно запустил зонд «Луна-1», и приоритет американской лунной программы был повышен. Было решено запустить последний предсерийный прототип ракеты Атлас, оставшийся после испытаний — Атлас-C с серийным номером 9C. Однако после взрыва ракеты во время предстартовой подготовки от использования Атлас-C окончательно отказались, ожидая наличия свободных Атлас-D. Ракета с серийным номером 20D была запасной для беспилотного пуска корабля «Меркурий» по проекту «Биг-Джо». Так как сам пуск был успешен, запасную ракету смогли отправить на запуск зонда Пионер П-3.
В апреле 1960 года НАСА санкционировало строительство ещё двух зондов: Пионер П-30 и Пионер П-31, а также выделило для из запуска две ракеты Атлас-D с серийными номерами 80D и 91D. Однако из-за конкуренции за стартовые площадки с другими проектами запустить их получилось лишь в конце года. Все четыре запуска закончились авариями, НАСА не смогло отчитаться за расход на лунную программу 40 миллионов долларов (около 300 миллионов в нынешних ценах), и учитывая низкую надёжность и уже ведущуюся разработку новых систем, закрыло программу «Эйбл».

## Конструкция
Атлас-Эйбл образован установкой на баллистическую ракету «Атлас» второй и третьей ступеней ракеты «Авангард»: «Эйбл» и «Альтаир». Две верхние ступени уже были отработаны в ракетах «Авангард» и Тор-Эйбл, хотя и показали крайне низкую надёжность.

### Первая ступень
В качестве первой ступени использовалась баллистическая ракета Атлас-D, либо её предсерийный прототип — Атлас-C. Ракета Атлас работала по полутораступенчатой схеме: на старте включались все три двигателя, но на 135-й секунде полёта два двигателя XLR-89-5 сбрасывались, и до полной выработки топлива ракета летела на одном двигателе XLR-105-5.

### Вторая ступень
В качестве второй ступени использовался «Эйбл», производившийся компанией «Аэроджет». По сравнению с версией для ракеты Тор-Эйбл — он был доработан. Длина увеличилась на 0,65 м до 6,7 метра, а вместо двигателя AJ10-42 установлен более лёгкий AJ10-101.

### Третья ступень
В третьей ступени применялся твердотопливный двигатель X-248, и иногда к ней применялось собственное название «Альтаир».

### Носовой обтекатель
На ракетах Атлас-Эйбл использовался носовой обтекатель из стеклопластика, уже применявшийся на ракетах Тор-Эйбл. Во время запуска зода Пионер П-3 носовой обтекатель разрушился на 45-й секунде полёта. Расследование аварии выявило, что причиной было избыточное давление внутри обтекателя, поэтому в двух последующих запусках в обтекателе делалось несколько миниатюрных отверстий для выравнивания давления.

### Полезная нагрузка

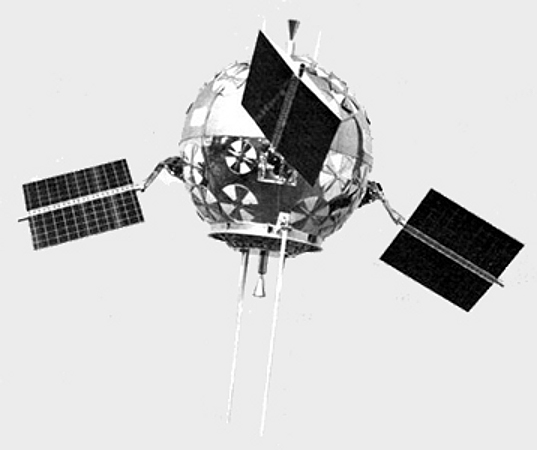
Зонды Пионер П-1, П-3, П-30 и П-31

Во всех четырёх запусках полезной нагрузкой были зонды программы Пионер, которые должны были выйти на орбиту Луны и передать изображение её обратной стороны. Фактически, зонды были четвёртой ступенью ракеты, на них был установлен двигатель на однокомпонентном топливе гидразине.

## Модификации
Всего было две модификации ракеты Атлас-Эйбл: Атлас-C-Эйбл и Атлас-D-Эйбл. Они отличались первой ступенью: ракетой Атлас-C или Атлас-D. Атлас-C — это прототип баллистической ракеты Атлас, а Атлас-D — рабочая ракета, состоящая на вооружении.

### Атлас-C-Эйбл
Изначально планировалось использовать для проекта Атлас-Эйбл относительно надёжную эксплуатирующуюся ракету Атлас-D, однако их не хватало, и для первого пуска, зонда Пионер П-1, было решено использовать имеющийся в наличии прототип — Атлас-C. Однако во время проведения предстартового тестового запуска двигателя ракета взорвалась. По итогам аварии в НАСА решили окончательно отказаться от использования Атлас-C.

### Атлас-D-Эйбл
Остальные три пуска производились с использованием серийной ракеты Атлас-D, которая и стала основной модификацией.

## Эксплуатация
| Список запусков ракеты «Атлас-Эйбл» | Список запусков ракеты «Атлас-Эйбл» | Список запусков ракеты «Атлас-Эйбл» | Список запусков ракеты «Атлас-Эйбл» | Список запусков ракеты «Атлас-Эйбл» | Список запусков ракеты «Атлас-Эйбл» | Список запусков ракеты «Атлас-Эйбл» | Список запусков ракеты «Атлас-Эйбл»                                                                                        |
| № Запуска                           | Тип ракеты                          | Серийный номер                      | Стартовая площадка                  | Дата (UTC)                          | Полезная нагрузка                   | Результат                           | Примечания |
| ----------------------------------- | ----------------------------------- | ----------------------------------- | ----------------------------------- | ----------------------------------- | ----------------------------------- | ----------------------------------- | --- |
| 1                                   | Атлас-C-Эйбл                        | 9C                                  | Мыс Канаверал LC-12                 | 24 сентября 1959 года               | Пионер П-1                          | Провал                              | Авария во время предстартовой подготовки. Во время аварии зонд ещё не был установлен, позже запущен как Пионер П-3         |
| 2                                   | Атлас-D-Эйбл                        | 20D                                 | Мыс Канаверал LC-14                 | 26 ноября 1959 года                 | Пионер П-3                          | Провал                              | Разрушение головного обтекателя на 45-й секунде, ненормальное горение второй ступени и нештатное отделение третьей ступени |
| 3                                   | Атлас-D-Эйбл                        | 80D                                 | Мыс Канаверал LC-12                 | 25 сентября 1960 года               | Пионер П-30                         | Провал                              | Взрыв второй ступени |
| 4                                   | Атлас-D-Эйбл                        | 91D                                 | Мыс Канаверал LC-12                 | 15 декабря 1960 года                | Пионер П-31                         | Провал                              | Взрыв первой ступени на 70-й секунде полёта                                                                                |

### Оценка ракеты
Ракета Атлас-Эйбл изначально была временным решением для запуска исследовательских зондов к Луне, так как уже была известна крайне низкая надёжность и грузоподъёмность двух верхних ступеней. Однако была важна скорость в лунной гонке с СССР, а на первом этапе проекта — и между ведомствами внутри США. Более совершенные, грузоподъёмные и надёжные верхние ступени Аджена и Центавр ещё не были готовы. Как только это произошло, от ракеты Атлас-Эйбл отказались.
Главной проблемой Атлас-Эйбл была низкая надёжность — ни один из четырёх запусков не был успешен. Проблемными местами оказались низкая надёжность ракеты Атлас-C, недостаточная прочность головного обтекателя, и механизм отделения второй ступени.